# 小牧市スポーツ公園

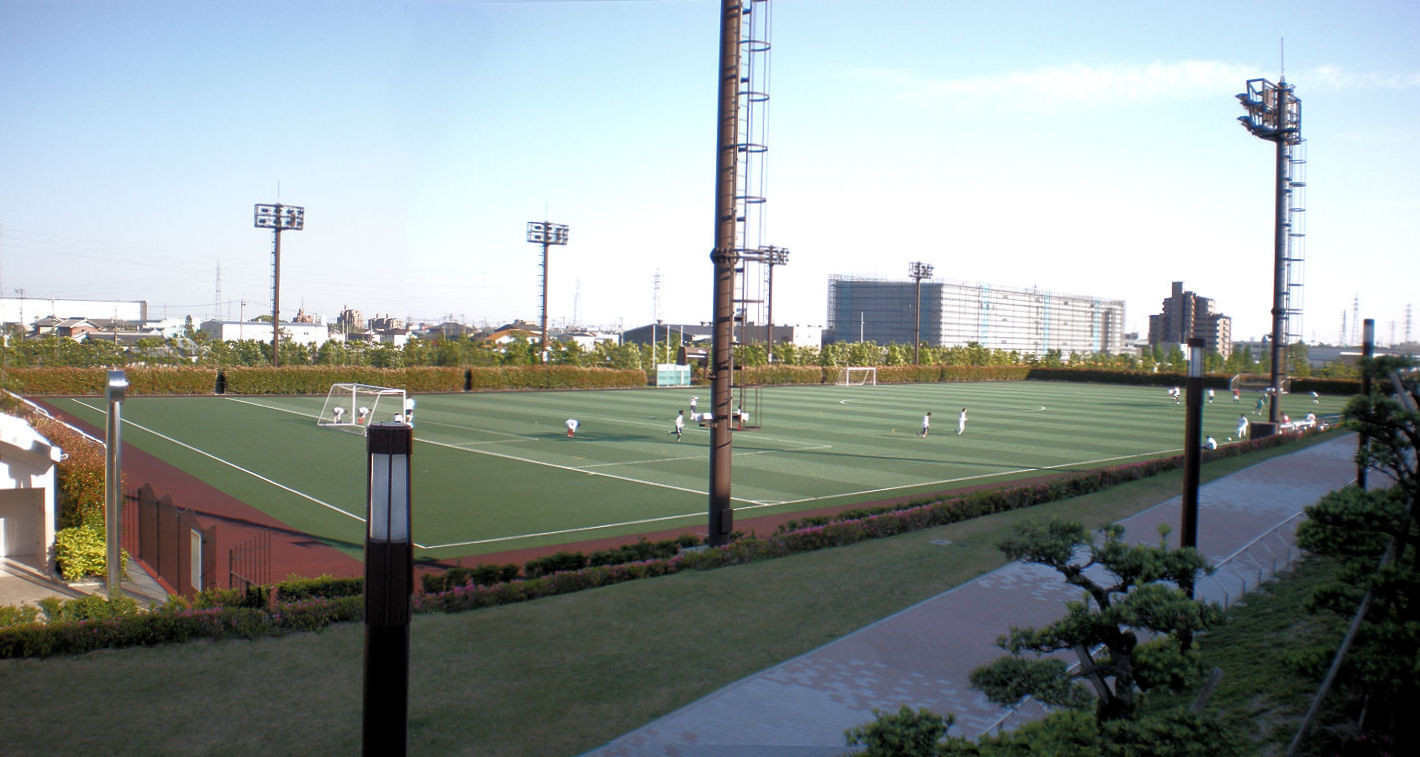
サッカーグランド

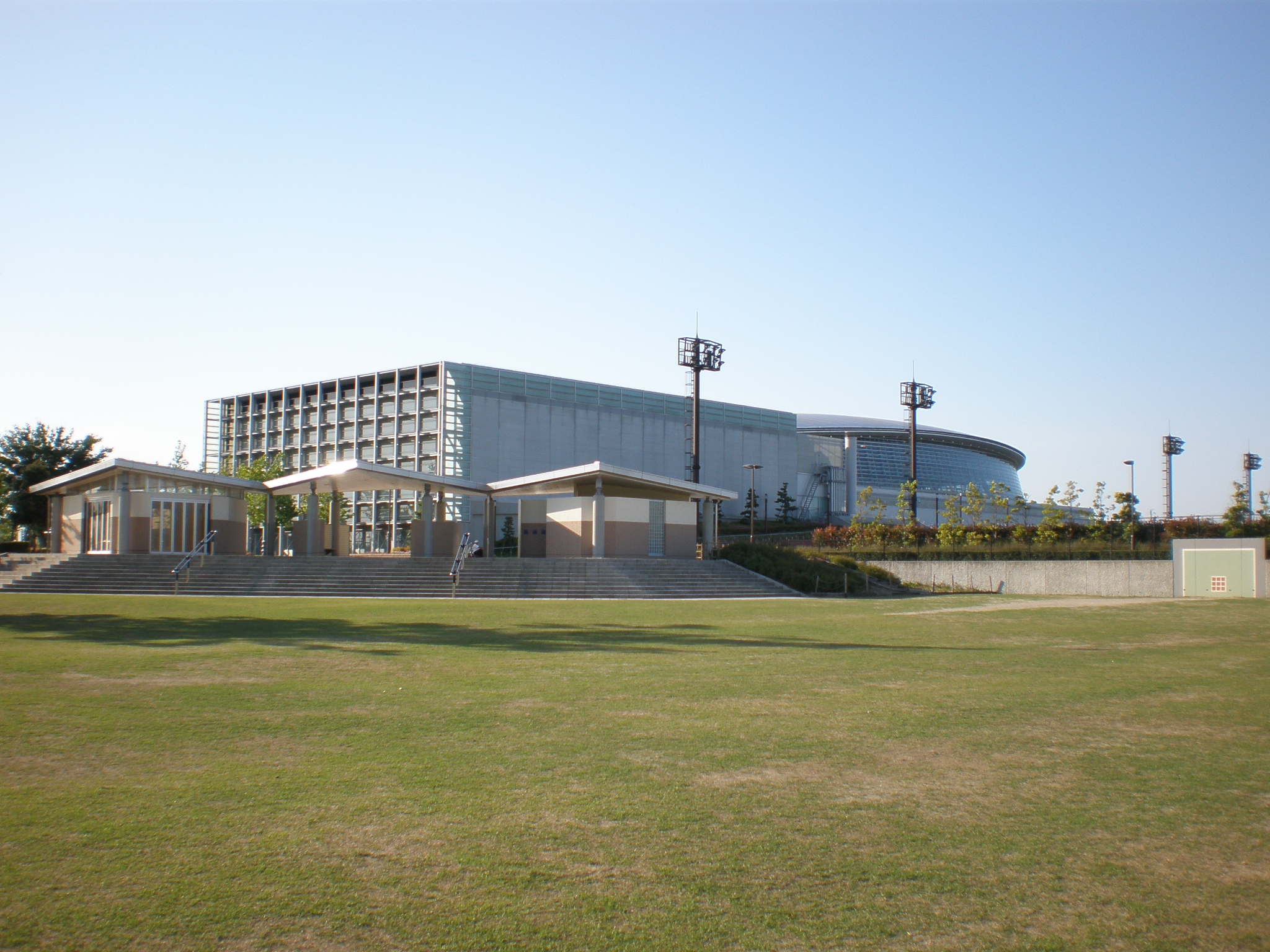
広場

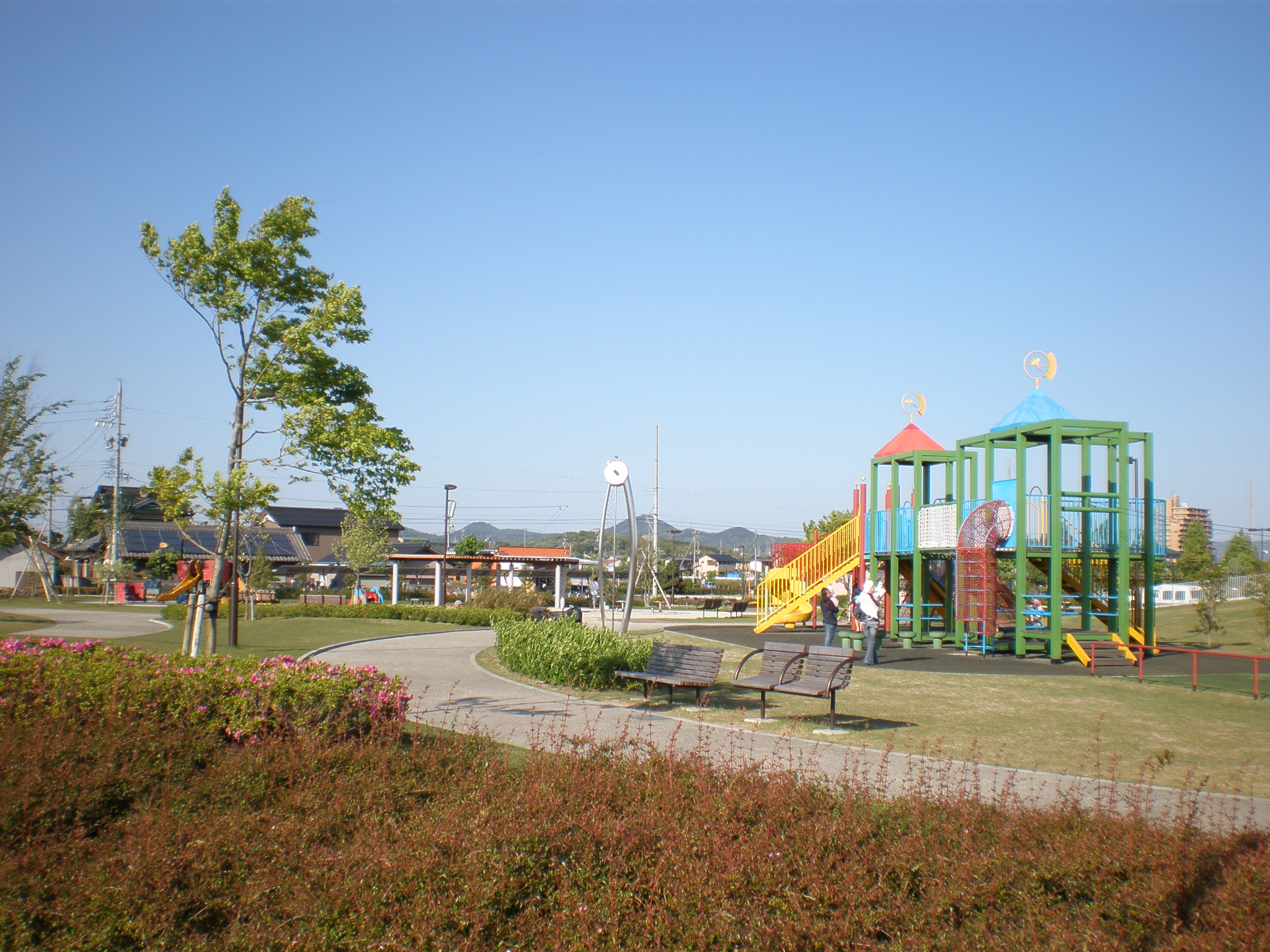
遊具

小牧市スポーツ公園（こまきしスポーツこうえん）は、愛知県小牧市中北部にあるスポーツ関連の施設が集められた都市公園（運動公園）である。2008年3月完成。総工事費用は168億円。広さは11.6ha。園内には屋内型スポーツ施設パークアリーナ小牧があるほか、サッカーグラウンドや芝生広場など、様々なスポーツ関連の施設がある。

## 沿革
- 1998年2月23日 - 都市計画決定（着工）。
- 2001年10月6日 - パークアリーナ小牧がオープン。
- 2006年4月1日 - サッカーグラウンドがオープン。
- 2008年3月31日 - 供用開始。
- 2011年4月 - ACミランの子供向けサッカースクールが開校[3]。

## 施設
- パークアリーナ小牧
- サッカーグラウンド
- 芝生広場
- スケーティングエリア
- 遊戯広場
- 合瀬川プロムナード - 遊歩道
- 駐車場
- 駐輪場
- トイレ

## 所在地
- 愛知県小牧市大字間々原新田737

## 交通手段
- こまき巡回バス「パークアリーナ小牧」停留所下車、徒歩で数分。
  - Bリーグ名古屋ダイヤモンドドルフィンズの試合開催時には、別途シャトルバスが運行される。
- 名鉄小牧線 小牧原駅下車、徒歩で約22分。

## 周辺
- 合瀬川
- 国道155号
- パワーズセンター小牧